# حجامت
حجامت، کوزه‌اندازی تر یا بادکش‌درمانی (به انگلیسی: Cupping therapy) یکی از زیرمجموعه‌های پزشکی جایگزین است که برگرفته از روش قدیمی‌تر کوزه‌اندازی تر در طب سنتی چین است. این روش با انجام مکش یا گرم کردن و ایجاد نوعی خلأ با کمک وسیله‌ای که مانند کاسه است، بر روی نقاط خاصی از پوست بدن اعمال می‌شود. انجام این روش به‌صورت عمده در آسیا انجام می‌شود، با این‌حال در بخشهای شرقی اروپا، خاورمیانه و آمریکای لاتین نیز شیوع دارد. حجامت به‌عنوان شبه‌علم شناخته می‌شود. (Quackery)

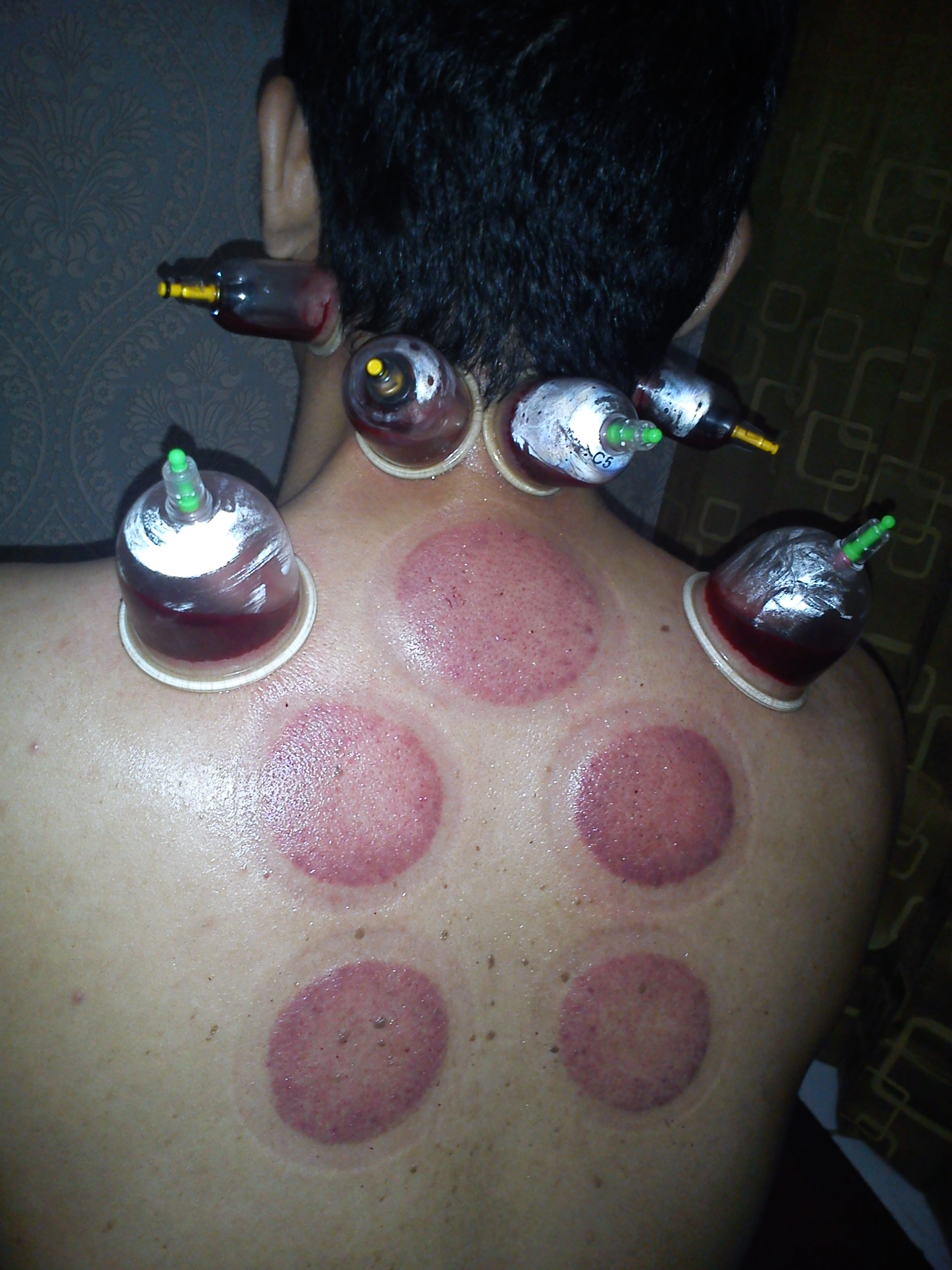
در حجامت قبل از تیغ زدن خون را توسط مکش در زیر پوست جمع می‌کنند

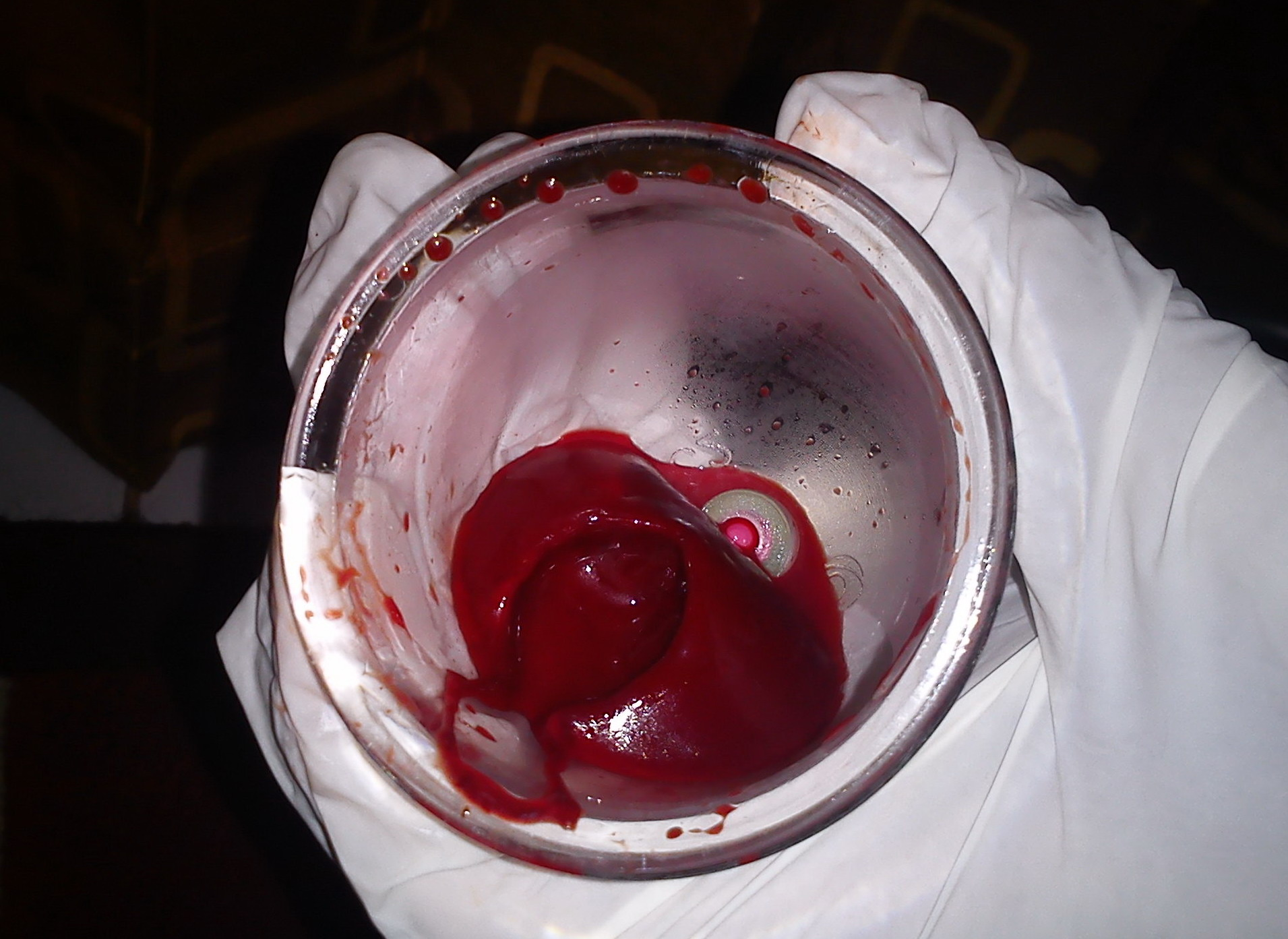
خون پس از خروج از پوست لخته می‌شود.

حجامت با ابزار شیشه ای برای اولین مستندات در هزاره اول تا دوم پیش از میلاد سپس برای آزمایش از زالو که به طور اتفاقی یافت شده است.

## تعریف
بادکش‌درمانی، خون درمانی و حجامت (به انگلیسی: Cupping therapy) که بسته به‌نوع تقسیم‌بندی می‌تواند به صورت‌های مختلفی مانند بادکش خشک یا حجامت خشک (به انگلیسی: Dry cupping)، بادکش مرطوب یا حجامت مرطوب (به انگلیسی: Wet cupping) و بادکش آتشی (به انگلیسی: Fire cupping) انجام شود، یکی از زیرمجموعه‌های پزشکی جایگزین است. این روش با انجام مکش یا گرم کردن و ایجاد نوعی خلأ با کمک وسیله‌ای که مانند فنجان است، بر روی نقاط خاصی از پوست بدن اعمال می‌شود. انجام این روش به‌صورت عمده در آسیا انجام می‌شود، با این‌حال در بخشهای شرقی اروپا، خاورمیانه و آمریکای لاتین نیز شیوع دارد. بادکش‌درمانی، نزد پزشکی امروز، به‌عنوان شبه‌علم شناخته می‌شود.مقاله بادکش های حجامت
در مقابل معتقدان به طبّ سنتی و مروجان بادکش‌درمانی، تلاش می‌کنند تا با استفاده از این روش، برخی بیماری‌ها و مرض‌هایی چون تب، درد مزمن کمر، بی‌اشتهایی، سوءهاضمه، فشار خون بالا، آکنه، بیماری‌های مزمن پوستی مانند درماتیت آتوپیک، پسوریازیس، کم‌خونی، بازیابی توانایی پس از سکته مغزی، گرفتگی بینی، ناباروری و درد دوران قاعدگی.را درمان کنند. اگرچه مروجان این روش تأکید می‌کنند که روش‌های بادکش‌درمانی برای بهبود تعداد زیادی از دردها، امراض و خستگی و کوفتگی‌ها و نیز بیماری‌های مزمن مفید است، با این‌حال، آمار مستند و علمی تاییدشده ایی برای اثبات اثربخشی حجامت وجود ندارد و اگر توسط افراد غیر حرفه ایی و نابلد صورت بگیرد چه بسا ممکن است منجر به عفونت و مشکلات دیگر نیز بشود. کبودی و تغییر رنگ پوست، از جمله عوارض این روش هستند که بعضی مواقع با اثرات ناشی از کودک‌آزاری اشتباه گرفته می‌شوند. در مواردی استثنایی، حجامت ناصحیح روی اندام کودکان باعث ایجاد کبودی و زخم و در نتیجه ایجاد شائبهٔ کودک آزاری و پیگیری‌های قانونی متعاقب آن در جهان شده‌است.

## تاریخچه
در دوران یونان باستان، بقراط (حدود ۴۰۰ سال قبل از میلاد)، از بادکش برای بیماری‌های داخلی و مشکلات ساختاری استفاده کرده‌است. . اولین گزارشهای استفاده از بادکش در چین باستان به دوران جی هونگ گیاه‌شناس و کیمیاگر تائوئیست بازمی‌گردد (۲۸۱ تا ۳۴۱ قبل از میلاد). بادکش همچنین در کتاب ابن میمون در مورد سلامتی آمده‌است و از آن در جوامع یهودی اروپای شرقی استفاده شده‌است. در اوایل قرن بیستم، ویلیام آسلر، پزشک کانادایی آن را برای درمان سینه پهلو تجویز کرده‌است. بادکش‌درمانی از دهه ۱۹۵۰ میلادی در بیمارستان‌های چین تحت عنوان طب سنتی چینی استفاده می‌شود.
استفاده از حیوانات برای ایجاد اثر مَکِشی روی پوست جزو اولین روش‌های ابداعی بشر در امر درمان است. ساده‌ترین کاربرد آن مکش چرک یا سم و نیش حیوانات بوده‌است. شواهد این نوع کاپینگ در تمامی نقاط جهان یافت شده‌است. اما قدیمی‌ترین شواهد مستند مبتنی بر استفاده از کاپینگ در پزشکی به مصر باستان (۱۵۰۰ قبل میلاد) بازمی‌گردد. پس از آن شواهد این روش درمانی در نوشته‌های چینی در هزار سال قبل از میلاد یافت شده‌است. کاپینگ به عنوان بخشی از طب سنتی چین و در قلمرو طب سوزنی امروزه نیز کاربرد دارد. در قرن هفتم قبل از میلاد در لوحه‌های خط میخی یافت شده از امپراتوری آشور نیز از کاپینگ یاد شده‌است و پس از آن بقراط در قرن پنجم قبل از میلاد از این روش درمانی نام برده‌است.

## حجامت و علم پزشکی
انجمن سرطان آمریکا اشاره می‌کند که «شواهد علمی موجود از این که بادکش‌درمانی دارای اثرات مفید بر سلامت است، پشتیبانی نمی‌کند». یک مطالعه مروری در سال ۲۰۱۱ می‌گوید که «مؤثر بودن بادکش‌درمانی در اغلب موارد مستند نیست» و نشان می‌دهد که ادعای درمان درد با کمک بادکش‌درمانی، غالباً براساس مطالعات اولیه و با کیفیت ضعیف بوده‌است. این موضوع که مطالعات قبلی در این باره بر اساس طراحی ضعیف و تحقیقات با کیفیت ضعیف» انجام شده‌اند، توسط یک مقاله مروری دیگر در سال ۲۰۱۴ مجدداً تأیید شد. هیچ شاهدی برای مفید بودن بادکش در درمان آکنه وجود ندارد. علاوه‌ بر این، با توجه به این که ممکن است بادکش در کنار روش‌های دیگری مانند طب سوزنی استفاده شود، نمی‌توان چنانچه اثر مثبتی ایجاد شود، به بادکش نسبت داد. بسیاری از مقالات مروری پیشنهاد می‌کنند که شواهد علمی کافی برای تأیید مؤثر بودن بادکش در مقابله با درد و بیماری، وجود ندارد. از بادکش، به‌عنوان دغل‌کاری و شیادی یاد می‌شود.
عدم وجود شواهد کافی در تأیید اثرات درمانی بادکش در کتاب نیرنگ یا درمان از سیمون سینگ و ادزارد ارنست به بحث گذاشته شده‌است.
به‌عنوان یک مراسم سم‌زدایی، طرفداران بادکش‌درمانی ادعا می‌کنند که این روش می‌تواند موجب خارج شدن سموم از بدن شود. طرفداران بادکش‌درمانی همچنین ادعا می‌کنند که این روش موجب «بهبود جریان خون» به‌منظور کمک به زخم‌های ماهیچه‌ای می‌شود.
منتقدان بسیاری که در حوزه پزشکی جایگزین اظهار نظر می‌کنند، در تقبیح روشهای درمانی مانند بادکش‌درمانی صحبت کرده‌اند. هریت هال جراح نیروی هوایی آمریکا و مارک کرسلیپ متخصص بیماری‌های عفونی از بادکش‌درمانی به‌عنوان «شبه علم بی‌معنی»، «یک مد زودگذر» و موردی «بی‌معنی و غیرعاقلانه» نامبرده‌اند و اظهار کرده‌اند که هیچ شاهد موثقی وجود ندارد که اثبات کند اثرات درمانی بادکشی درمانی بیشتر از یک دارونما است. دیوید کولکوهون داروساز بریتانیایی در این باره می‌گوید: خنده‌دار است و {داشتن اثرات درمانی از جانب آن} مطلقاً غیرمحتمل است. دیوید گورسکی جراح انکولوژی دربارهٔ بادکش‌درمانی می‌گوید: «این روش تماماً ضرری بدون فایده است. این روش جایی در پزشکی مدرن ندارد یا حداقل نباید داشته باشد.»
اگرچه ممکن است امروزه حجامت در بعضی مناطق مانند کشورهای مسلمان رواج داشته باشد، اما حجامت و به‌طور کلی بادکش‌درمانی در دسته پزشکی جایگزین قرار گرفته می‌شوند.

### تحقیقات علمی
مدافعان حجامت می‌گویند که حجامت درمان طیف گسترده‌ای از بیماری‌های مختلف است و حتی در پیشگیری از بیماری‌ها اثر دارد. این بیماری‌ها شامل چربی بالای خون، دردهای عضلانی، کمردرد، سردردهای عصبی و میگرنی، بیماری‌های پوستی شامل آکنه، پسوریازیس، حساسیت‌های دارویی، غذایی، فصلی، اعتیاد به مواد مخدر، عوارض بیماری‌های انسدادی عروق کرونر، عوارض بعد از یائسگی، دردهای قاعدگی در زنان (دیسمنوره) و برخی بیماری‌های عفونی، هورمونی و غدد است. در مورد مفید بودن حجامت در بهبود این بیماری‌ها هیچ تحقیق مستقلی تاکنون ارائه نشده‌است.
در مارس ۲۰۱۱ سه بررسی در مورد اثرگذاری بادکش و حجامت انجام شد که در دو مورد از آن‌ها شواهدی از اثربخشی این روش در تسکین درد زمانی که به عنوان مکمل داروهای متعارف استفاده شوند، دیده شد. تحقیقی که بر روی ۷۰ بیمار مبتلا به سردردهای مزمن صورت گرفته ادعا کرده‌است که شدت سردرد در گروهی از بیماران که عمل حجامت را انجام داده بودند، در سه ماه بعد، حدود ۶۶ درصد کاهش یافته بود. همچنین بیمارانی که حجامت کرده بودند روزهای کمتری را نسبت به سایر بیماران از مرض سردرد رنج می‌بردند. بررسی‌هایی در مورد اثربخشی حجامت بر کمردرد و سردردهای عصبی و میگرنی وجود دارد که ادعا می‌کند این روش، بر کاهش اینگونه دردها تأثیر داشته‌است.
یکی از مشکلاتی که نتایج مطالعات انجام شده در مورد حجامت را کم ارزش می‌سازد عدم استفاده از روش درمانی مشابه در گروه کنترل است تا اثر تلقین در مطالعات حذف شوند. لذا نتایج مثبت درمانی به دست آمده در مطالعات انجام شده را می‌توان به اثر تلقین نسبت داد. به خصوص ایمان داشتن به روش درمانی در مؤثر بودن آن روش بسیار مهم است.
انجمن سرطان آمریکا اشاره می‌کند که «شواهد علمی موجود از این که حجامت دارای اثرات مفید بر سلامت است، پشتیبانی نمی‌کند». یک مطالعه مروری در سال ۲۰۱۱ می‌گوید که «مؤثر بودن حجامت در اغلب موارد مستند نیست» و نشان می‌دهد که ادعای درمان درد با کمک حجامت، غالباً براساس مطالعات اولیه و با کیفیت ضعیف بوده‌است. این موضوع که مطالعات قبلی در این باره بر اساس طراحی ضعیف و تحقیقات با کیفیت ضعیف» انجام شده‌اند، توسط یک مقاله مروری دیگر در سال ۲۰۱۴ مجدداً تأیید شد. هیچ شاهدی برای مفید بودن حجامت در درمان آکنه وجود ندارد. علاوه‌بر این، با توجه به این که ممکن است حجامت در کنار روش‌های دیگری مانند طب سوزنی استفاده شود، نمی‌توان چنانچه اثر مثبتی ایجاد شود، به حجامت نسبت داد. بسیاری از مقالات مروری پیشنهاد می‌کنند که شواهد علمی کافی برای تأیید مؤثر بودن حجامت در مقابله با درد و بیماری، وجود ندارد. از حجامت، به‌عنوان دغل‌کاری و شیادی یاد می‌شود.
عدم وجود شواهد کافی در تأیید اثرات درمانی حجامت در کتاب نیرنگ یا درمان از سیمون سینگ و ادزارد ارنست به بحث گذاشته شده‌است.

### ضررهای حجامت
1. خونریزی و عوارض ناشی از آن (بیماری‌های قلبی عروقی در افراد مستعد و…) و ایجاد یا تشدید کم خونی در صورت ایجاد خراش‌های پوستی بیش از حد مجاز
2. اسکار یا اثر زخم در روی بدن در صورت ایجاد شکاف‌های‌های خطی توسط تیغ (در حجامت سوزنی (ایجاد زخم با نوک تیغ حجامت) جای زخم کوچک بوده و پس از مدتی اثر آن ناپدید می‌شود)
3. افزایش ریسک بروز لخته‌های خونی، (سکته مغزی در پی حجامت در گردن[۳۷]) به همین دلیل متخصصان حجامت توصیه می‌کنند بعد انجام حجامت شخص دراز نکشد و حداقل ۳۰ دقیقه فعالیت بدنی همچون دویدن انجام دهد تا احتمال بروز لخته کاهش یابد. (در منابع طب سنتی هم انجام حجامت در گودی پشت گردن به شدت منع شده و خطر دیوانگی برای آن ذکر شده‌است)
4. هموفیلی اکتسابی[۳۸]
5. ممکن است با پاره کردن مویرگ‌ها در لایه زیرین پوست موجب بروز اختلال و نارسایی در انعقاد خون موسوم به پورپورا شود.[۲]

## ایمنی

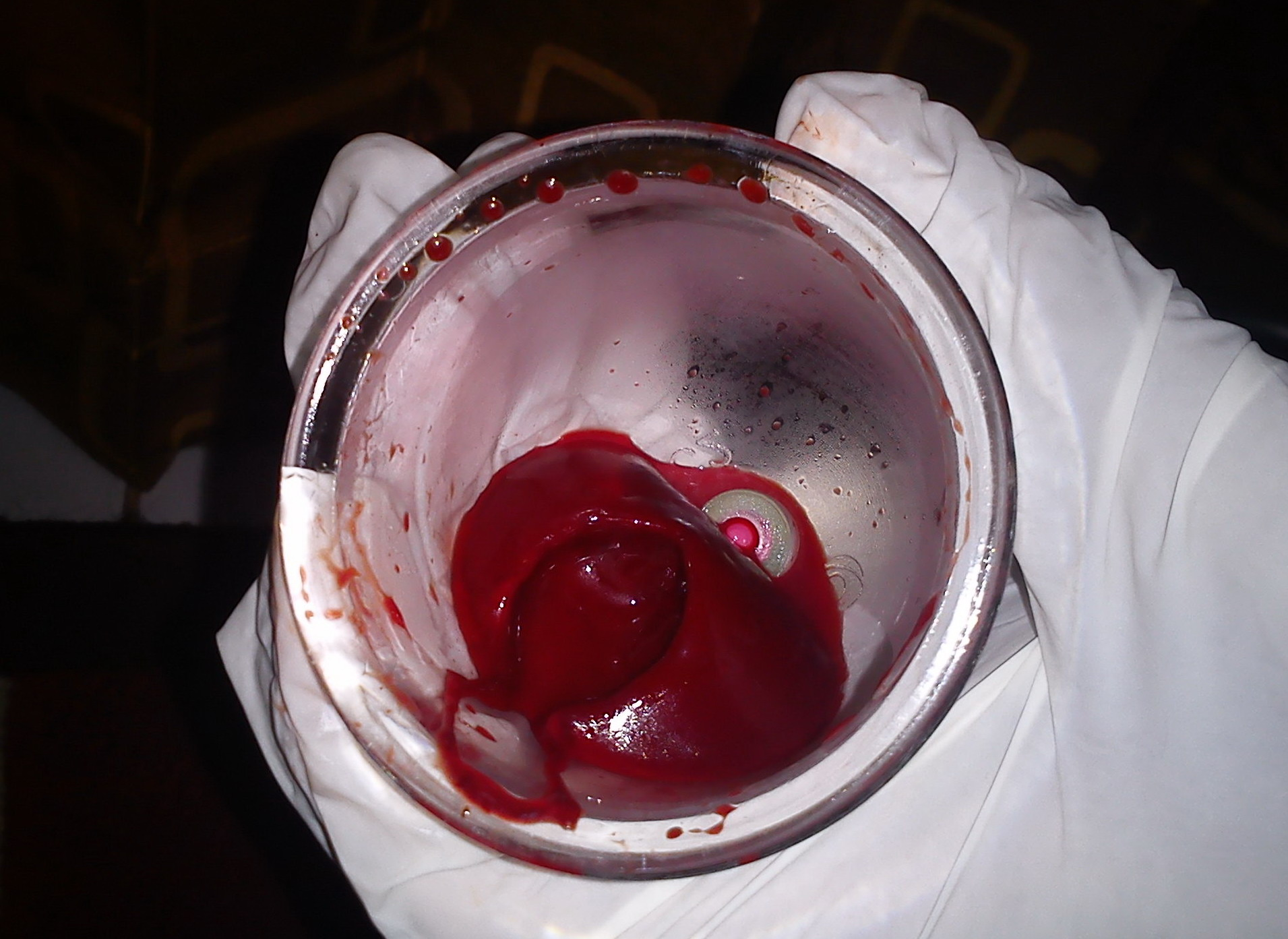
خون پس از خروج از پوست لخته می‌شود.

در سال ۲۰۱۶، وزیر بهداشت کامبوج در مورد مضرات بادکش و مخصوصاً خطرات آن برای افرادی که دارای فشار خون بالایی هستند یا مشکلات قلبی دارند، هشدار داد. مطابق مرکز ملی پزشکی مکمل و جایگزین، «بادکش می‌تواند موجب آثار جانبی مانند تغییر رنگ دایمی پوست، جای زخم، سوختگی و عفونت شود و حتی ممکن است باعث بدتر شدن وضعیت درماتیت آتوپیک شود.
بادکش یا بادکش‌درمانی می‌تواند موجب پاره شدن مویرگ‌های موجود در لایه زیرین پوست شود و در نتیجه آن موجب بروز اختلال و نارسایی در انعقاد خون موسوم به پورپورا شود. عوارض ناشی از بادکش‌درمانی را می‌شود به دو صورت موضعی و سیستمیک تقسیم‌بندی کرد. عوارض موضعی آن ممکن است شامل ایجاد جای زخم، سوختگی، کبودی، زخم پوستی، تیرگی ناخواسته پوست، لکه‌های پوستی و القای پدیده کوبنر در افراد مستعد پسوریازیس و ایجاد درد در محل انجام بادکش شود. یک خطر بالقوه ایجاد عفونت نیز در انجام بادکش وجود دارد با این حال تا سال ۲۰۱۲ گزارشی در این زمینه ارایه نشده‌است.

## روش‌های انجام

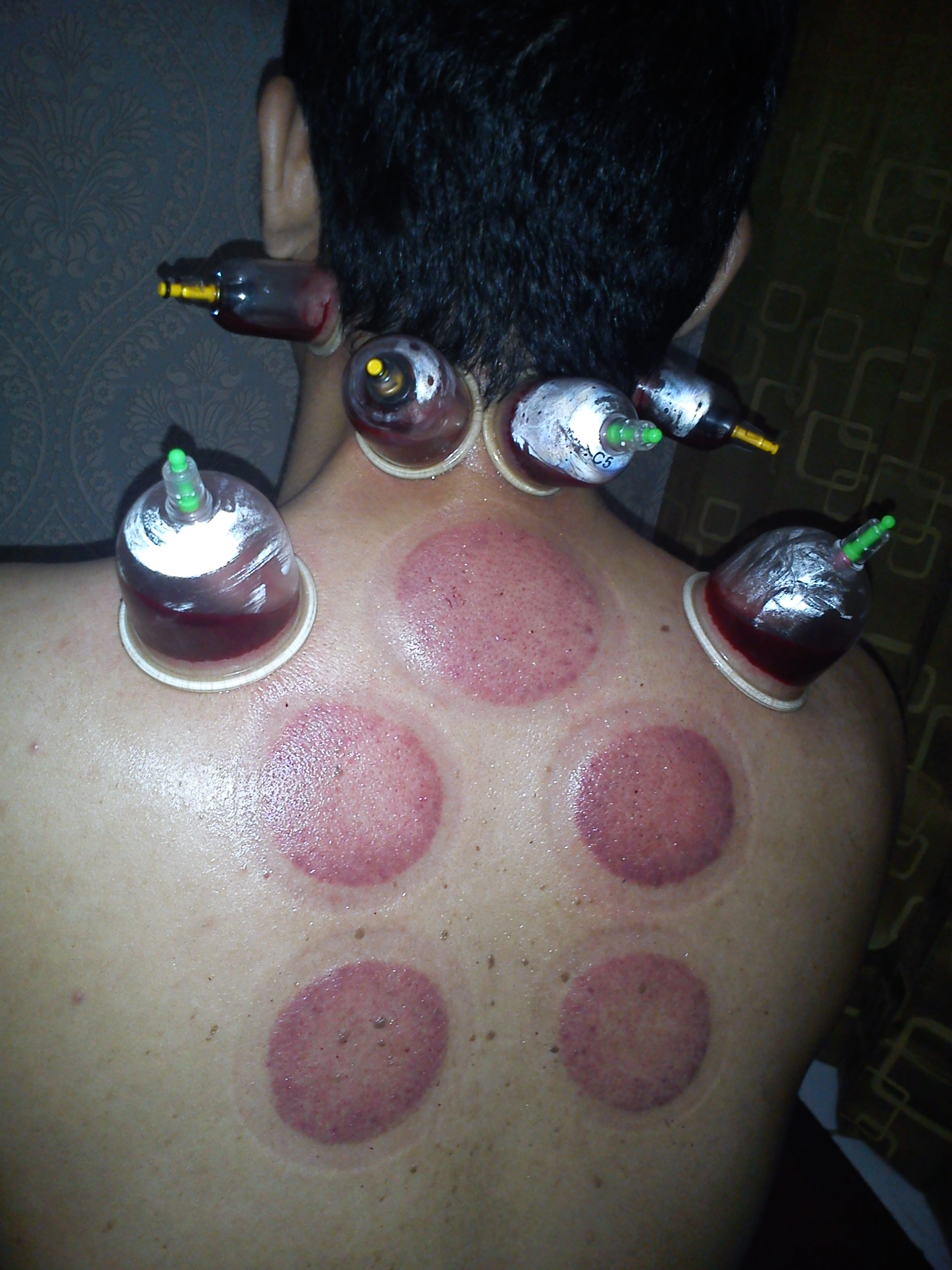
بادکش‌درمانی مرطوب (حجامت مرطوب): خون فرد در فنجان جمع می‌شود.

مروجان بادکش‌درمانی از این روش برای درمان طیف وسیعی از شرایط پزشکی مانند تب، درد مزمن کمر، بی‌اشتهایی، سوءهاضمه، فشار خون بالا، آکنه، بیماری‌های مزمن پوستی مانند درماتیت آتوپیک، پسوریازیس، کم‌خونی، بازیابی توانایی پس از سکته مغزی، گرفتگی بینی، ناباروری و درد دوران قاعدگی استفاده می‌کنند. مدافعان این روش ادعا می‌کنند که بادکش‌درمانی دارای اثرات درمانی است و موجل خارج شدن سموم، خون راکد از بدن می‌شود. بعضی مواقع، در بادکش‌درمانی از ابزارآلات مدرن و امروزی به‌جای فنجان‌های قدیمی و سنتی استفاده می‌شود.
درحالی‌که جزئیات انجام بادکش‌درمانی در نقاط مختلف دنیا متفاوت است، اصل مشترک آن شامل گذاشتن یک ظرف فنجان مانند روی بخش مورد نظر از پوست فرد و ایجاد نوعی خلأ نسبی است که با کمک مکش هوا یا گرم کردن فنجان ایجاد می‌شود. پس از قرار گرفتن، فنجان معمولاً برای مدتی روی پوست فرد نگه داشته می‌شود.
انواع روش‌های بادکش‌درمانی، می‌تواند بر اساس نوع روش استفاده شده به چهار دسته‌بندی تقسیم شود. اولین دسته‌بندی بر اساس «نوع تکنیک» استفاده شده‌است و شامل روش‌های بادکش‌درمانی به‌صورت خشک، مرطوب، ماساژ و سریع است. در دسته‌بندی دوم، می‌توان روش‌های بادکش‌درمانی را بر اساس شدت خلأ ایجاد شده تقسیم کرد که در این صورت عبارت خواهد بود از روشهای بادکش‌درمانی سبک، متوسط و شدید. دسته‌بندی سوم بر اساس «روش مکش هوا است» که می‌تواند به‌صورت‌های با کمک آتش، به‌صورت دستی و با کم الکتریسیته انجام شود. در دسته‌بندی چهارم و آخر نیر، روش‌های بادکش‌درمانی براساس «مواد موجود در داخل فنجان» تقسیم می‌شوند که عبارت‌اند از: بادکش‌درمانی گیاهی، آبی، با کمک ازون، فتیله‌ای، سوزنی و مغناطیسی.
دسته‌بندی‌های بیش‌تری نیز در مورد روش‌های بادکش‌درمانی وجود دارد که به مرور زمان توسعه داده‌اند. به‌عنوان مثال در دسته‌بندی پنجمی که به منطقه انجام بادکش‌درمانی می‌پردازد می‌توان روش‌های بادکش‌درمانی را به نواحی صورت، شکم و ارتوپدی تقسیم کرد. همچنین در دسته ششم که به «انواع روش‌های دیگر بادکش‌درمانی» موسوم است، با روشهای بادکش‌درمانی ورزشی و آبی روبرو هستیم.

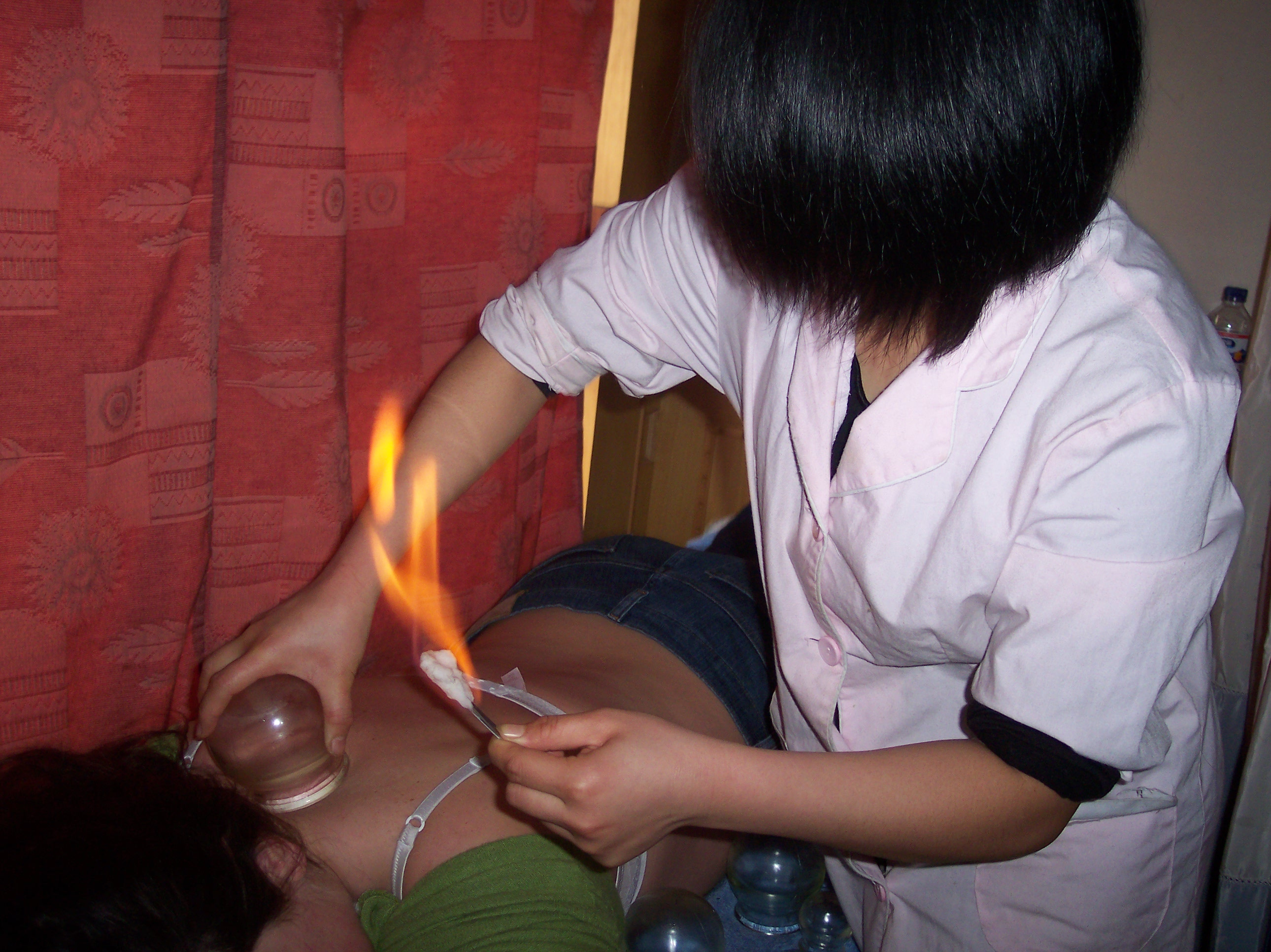
شخصی درحال انجام بادکش‌درمانی آتشی

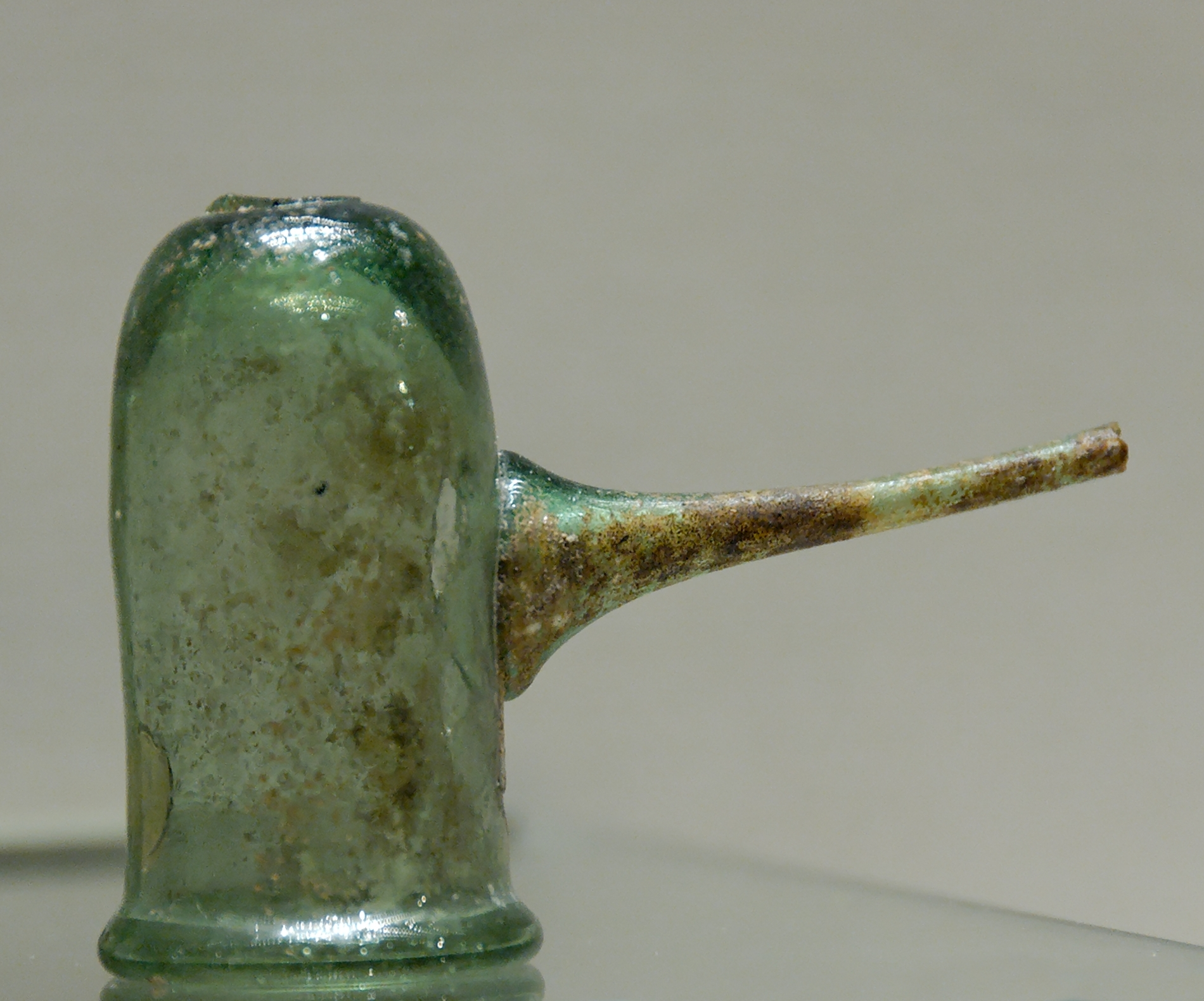
یک بادکش کهن ایرانی که در گنجینه لوور در پاریس نگهداری می‌شود.

- شیشه‌ای
- پلاستیکی
- بامبو
- مسی
- برنز

### بادکش‌درمانی خشک (حجامت خشک)
در انجام بادکش‌درمانی خشک، از یک فنجان گرم شده استفاده می‌شود که روی پوست نواحی پشت، سینه، شکمی و باسن فرد گذاشته می‌شود. با سرد شدن هوای داخل فنجان، یک خلأ نسبی ایجاد می‌شود. فنجان‌های از جنس بامبو و دیگر مواد مناسب، معمولاً مواردی هستند که از آن‌ها به‌عنوان جایگزین فنجانهای شیشه‌ای استفاده می‌شود.

### بادکش‌درمانی مرطوب (حجامت مرطوب)
بادکش‌درمانی مرطوب که به‌صورت متداول از آن با عنوان حجامت (به عربی: حجامة) یاد می‌شود که به‌صورت تحت لفظی به‌معنای مکیدن است، خون فرد پس از ایجاد مکش یا خلأ روی پوست، با کمک برشهایی خارج می‌شود.
اولین موارد کاربرد از چنین روشی در احادیث اسلامی یافت شده‌است که این عمل را به محمد، پیامبر اسلام نسبت می‌دهد یا بیان می‌کند که او آن را توصیف کرده‌است. احادیثی نقل شده از محمد بخاری، مسلم بن حجاج نیشابوری، احمد بن حنبل از توصیه و استفاده محمد از حجامت (مرطوب) حمایت می‌کند. در نتیجه، حجامت مرطوب در بسیاری از جهان اسلام انجام می‌شود.
حجامت مرطوب در فنلاند، حداقل از قرن ۱۵ میلادی انجام می‌شود و معمولاً به‌صورت سنتی در سونا انجام می‌شود. فنجان‌ها از شاخ احشام ساخته می‌شدند و دارای یک مکانیزم درپوشی برای ایجاد خلأ مورد نیاز بوده‌اند. حجامت مرطوب هنوز در فنلاند با باور به این که دارای اثرات درمانی و آرامش بخشی است، انجام می‌شود.

### بادکش‌درمانی آتشی
بادکش‌درمانی با کمک آتش شامل استفاده از یک گلوله پنبه‌ای آغشته به الکل تقریباً خالص است. الکل اضافی موجود در پنبه آغشته به الکل با فشار دادن خارج می‌شود و بعد با مشتعل کردن پنبه با کمک کبریت یا فندک پنبه مشتعل را برای مدت کوتاهی در داخل فنجانی که روی پوست فرد قرار دارد، می‌گذارند و سپس به‌سرعت پنبه را خارج می‌کنند. آتش موجب مصرف شدن اکسیژن داخل فنجان می‌کند و در نتیجه موجب ایجاد یک فشار منفی در داخل فنجان می‌شود. فشار منفی ایجاد شده در داخل فنجان، منجر به کشیده شدن پوست به سمت خود می‌شود. در محل قرارگیری فنجان‌ها ممکن است حلقه‌های تیره رنگی ایجاد شود که علت آنها پارگی مویرگ‌های زیرپوست است. موارد ثبت شده‌ای از سوختگی پوست در اثر این روش وجود دارد.

## حجامت در ایران
منشأ و سرچشمه اصلی حجامت به‌صورت دقیق نامعلوم است. در طب سنتی ایران، از بادکش‌درمانی مرطوب یا حجامت مرطوب (که معمولاً با عنوان کلی حجامت شناخته می‌شود) استفاده می‌شود و باور انجام دهندگان آن براین است که چنانچه بادکش‌درمانی به‌صورت مرطوب انجام شود (خون فرد با بریدن پوست خارج شود)، موجب درمان جای زخم و چنانچه به‌صورت خشک انجام شود (بدون خارج کردن خون با بریدن پوست)، موجب پاکسازی بدن و اندام‌ها می‌شود.
در منابع طب سنتی ایران چهار روش برای خارج کردن خون از بدن فرد ذکر شده‌است که عبارت‌اند از: حجامت، فصد، زالو درمانی و جاری کردن خون از بینی که از این میان حجامت بیش از روش‌های دیگر استفاده می‌شود.
با فراگیر شدن پزشکی در برخی جوامع اسلامی، حجامت در این کشورها نیز تقریباً مهجور گردید. در ایران به دلیل خطرات بالقوهٔ آن از قبیل انتقال عفونت، خطر خونریزی و…، با مصوبهٔ معاونت درمان وزارت بهداشت، درمان و آموزش پزشکی در مورخ ۲۳ شهریور ۱۳۷۷، انجام حجامت به‌دست پزشکان در مطب‌ها ممنوع شد که این بخشنامه به دلیل مغایرت با شرع بر اساس نظر فقهی شورای نگهبان با حکم دیوان عدالت اداری در ۱۷ تیر ۱۳۸۰ لغو شد.

با این حال بسیاری از پزشکان نسبت به استفاده از حجامت هشدار داده‌اند. ایرج فاضل در این مورد در گفتگو با اطلاعات گفته‌است:
امروز حجامت هیچ پایه و اساس علمی ندارد و کسانی که آن را ترویج می‌کنند، قصد سوءاستفاده دارند و باید از فعالیتشان جلوگیری شود… مردم اگر اقدام به حجامت می‌کنند، باید عواقب احتمالی آن از جمله ابتلا به هپاتیت، ایدز و دیگر بیماری‌های عفونی را نیز بپذیرند.
سازمان انتقال خون ایران از دریافت خون افراد حجامت‌کننده تا یک سال پس از حجامت به علت احتمال انتقال بیماری‌های منتقله از خون، خودداری می‌کند. به گفته مدیر سازمان انتقال خون «طبق مقررات سازمان که مقررات جهانی است، ما نمی‌توانیم از فرد حجامت‌کننده خون بگیریم، چون خون او برای مصرف سالم نیست و حداقل باید یک سال از انجام حجامت او گذشته باشد… سازمان انتقال خون ایران صددرصد با حجامت مخالف است و به عنوان یک دستور حکومتی باید صور جلوی آن گرفته شود… وزارت بهداشت تحت فشار دادگاه مجبور به دادن مجوز شده‌است و به رغم سختگیری‌هایی که در حال حاضر صورت می‌گیرد، همچنان مجوز صادر می‌شود.
سازمان انتقال خون ایران با توجه به این احتمال در صورت انجام حجامت تا یک سال فرد را معاف از اهدای خون می‌نماید.
همچنین مؤسسه تحقیقات حجامت ایران برای پژوهش در این زمینه دایر گردیده‌است. نیز شروع به انجام طرح‌های تحقیقاتی در این زمینه کرده‌است

## واژه‌نامه
1. ↑  Ge Hong
2. ↑  Harriet Hall
3. ↑  Mark Crislip
4. ↑  David Colquhoun
5. ↑  David Gorski